# SS Ridge Park
El SS Ridge Park fue un buque de vapor construido en 1878 en Inglaterra y matriculado en Australia. La Black Diamond Line de Adelaida lo utilizaba para transportar carbón, otras mercancías y pasajeros. 
Se hundió el 10 de febrero de 1881 tras chocar contra el arrecife de Beware, Cabo Conran, Victoria, Australia.